# Salem (New Jersey)
Salem – miasto w Stanach Zjednoczonych, w stanie New Jersey, w hrabstwie Salem.